# Liquigas (wielerploeg)/2007
Deze pagina geeft een overzicht van de wielerploeg Liquigas in 2007.
| Naam                    | Geboortedatum | Nationaliteit       | Ploeg 2006              |
| ----------------------- | ------------- | ------------------- | ----------------------- |
| Michael Albasini        | 20-12-1980    | Zwitserland         |                         |
| Magnus Bäckstedt        | 30-01-1975    | Zweden              |                         |
| Manuel Beltran Martinez | 28-05-1971    | Spanje              | Discovery Channel       |
| Leonardo Bertagnolli    | 08-01-1978    | Italië              | Cofidis                 |
| Patrick Calcagni        | 05-07-1977    | Zwitserland         |                         |
| Eros Capecchi           | 13-06-1986    | Italië              |                         |
| Kjell Carlström         | 18-10-1976    | Finland             |                         |
| Dario Cataldo           | 17-03-1985    | Italië              | beloften                |
| Francesco Chicchi       | 27-11-1980    | Italië              | Quick·Step-Innergetic   |
| Mauro Da Dalto          | 08-04-1981    | Italië              |                         |
| Danilo Di Luca          | 02-01-1976    | Italië              |                         |
| Francesco Failli        | 16-12-1983    | Italië              | Naturino-Sapore di Mare |
| Murilo Fischer          | 16-06-1979    | Brazilië            | Naturino-Sapore Di Mare |
| Enrico Gasparotto       | 22-03-1982    | Italië              |                         |
| Roman Kreuziger         | 06-05-1985    | Tsjechië            |                         |
| Aljaksandr Koetsjynski  | 26-10-1979    | Wit-Rusland         | Ceramica Flaminia       |
| Vladimir Miholjević     | 18-01-1974    | Kroatië             |                         |
| Matej Mugerli           | 17-06-1981    | Slovenië            |                         |
| Vincenzo Nibali         | 14-11-1984    | Italië              |                         |
| Andrea Noè              | 15-01-1969    | Italië              |                         |
| Luca Paolini            | 17-01-1977    | Italië              |                         |
| Franco Pellizotti       | 15-01-1978    | Italië              |                         |
| Roberto Petito          | 01-02-1971    | Italië              | Tenax                   |
| Filippo Pozzato         | 10-09-1981    | Italië              | Quick·Step-Innergetic   |
| Manuel Quinziato        | 30-10-1979    | Italië              |                         |
| Alessandro Spezialetti  | 14-01-1975    | Italië              |                         |
| Guido Trenti            | 27-12-1972    | Verenigde Staten    | Quick·Step-Innergetic   |
| Alessandro Vanotti      | 16-09-1980    | Italië              | Team Milram             |
| Charles Wegelius        | 26-04-1978    | Verenigd Koninkrijk |                         |
| Frederik Willems        | 08-09-1979    | België              | Chocolade Jacques       |

2005 · 2006 · 2007 · 2008 · 2009 · 2010 · 2011 · 2012 · 2013 · 2014
AG2R-La Mondiale · Astana · Bouygues Télécom · Caisse d'Epargne · Cofidis, Le Crédit par Téléphone · Crédit Agricole · Team CSC · Discovery Channel Pro Cycling Team · Euskaltel-Euskadi · La Française des Jeux · Team Gerolsteiner · Lampre - Fondital · Liquigas - Bianchi · Predictor-Lotto · Quick·Step - Innergetic · Rabobank · Saunier Duval - Prodir · Team Milram · T-Mobile Team · Unibet.com